# Николай Шлитер
Николай Петрович Шлитер (на руски: Николай Петрович Шлиттер) е руски офицер, полковник. Като командир на 17-и Архангелогородски пехотен полк участва във втората и третата атака на Плевен в Руско-турската война (1877 – 1878).

## Биография
Николай Шлитер е роден в стар дворянски род през 1834 г. в Тифлиска губерния на Руската империя (днес Грузия). Първоначално образование получава в частни учебни заведения. Едва шестнадесет годишен през 1850 г. се посвещава на военното поприще като юнкер в 1-ва батарея на Кавказска гренадерска артилерийска бригада. Участва в експедиция против чеченците (1851). Командирован е последователно в Еревански пехотен полк и 13-и Лейб-гренадерски Еревански полк от състава на Кавказската армия. В Кавказ под началството на генерал-майор Закомелски участва във военни действия против чеченците. За отлична служба и за заслуги във войната с турците е произведен в чин подпоручик (18 април 1854 г.). Шлитер участва в 20 хилядния Александрополския отряд на генерал-лейтенант княз Бебутов, който при с. Кюрук-Дарга разбива 60 хилядния турски корпус на мушир Зафир Мустафа паша. Пленени са 2000 души, 16 оръдия, 2 знамена, оръжия и амуниции. Произведен е в чин поручик (1855 г.), а за заслуги против планинските племена – в чин щабс-капитан (1857 г.). В състава на Лезгинския отряд на 20 август 1858 се отличава при превземането на Иланхевския силно укрепен аул Китури (днес в Дагестан). През 1861 г. отново се проявява във войната с планинците и е произведен в чин капитан. Същата година лично императорът по време на преглед на Ереванския полк, удостоява капитан Шлитер с височайша награда – флигел-адютант от императорската свита. Остава в Ереванския полк до 1866 г., когато за отлична служба е произведен в чин майор и прехвърлен последователно в 16-и Мингрелски гренадерски полк и Лейб-гвардейски Преображенски полк. С военно звание полковник (1869) е назначен за председател на икономическия комитет. През 1874 г. е отчислен от фронта.

## Смърт
По време на Руско-турската война (1877 – 1878) и след смъртта на полковник Иван Розенбом при първата атака на Плевен е назначен за командир на 17-и Архангелогородски пехотен полк (15 юли 1877). Лично води при втората атака на Плевен 1-ви и 2-ри батальон срещу Баштабия (Гривишки редут №2).
При третата атака на Плевен на 31 август 1877 г. 17-и Архангелогородски полк, съвместно с 18-и Вологодски полк и румънски войски атакуват от три страни Абдул Керим табия (Гривишки редут №1 или Канлъ табия). Водени от бригаден генерал Радионов и полковник Шлитер, войниците изкачват хлъзгавата (от падналия дъжд) повърхност на бруствера и завземат укреплението. При атаката полковник Шлитер е ранен смъртоносно в челото като куршумът засяда в костта. Изнесен е от бойното поле жив, но изпитва непосилна болка и през повечето време изпада в безсъзнание. Отнесен е в полевата болница, но лекарят не дава никаква надежда. Умира след два дни на 2 септември 1877 г. В Русия семейството на Шлитер отслужва собствена литургия.
Погребан е в местността „Трапито“ на 4 – 5 км югоизточно от село Гривица. Над гробът му е издигнат паметник във вид на пресечена пирамида, а отгоре е поставен метален кръст. Отпред е монтирана метална плоча с надпис, който към момента (2017 г.) липсва. Пространство от около 40 кв. м. около паметника е обградено с камъни.

## Семейство
- баща Пьотър Андреевич Шлитер / Johann Peter August Schlitter
- майка Жозефина Карловна Шлитер
- съпруга Елизавета Платоновна Ярошенко (р.1850), дъщеря на Архангелския губернатор Виктор Платонович Степанов.
- сестра Елена Петровна Иващенко (р.1829)
- брат Владимир Петрович Шлитер (р.03.12.1839)
- брат Александър Петрович Шлитер
- брат Алексей Петрович Шлитер
- брат Павел Петрович Шлитер [1]

И четиримата братя на Шлитер са на военна служба и кавалери на ордена Свети Георги. Трима от тях загиват във войните, четвъртият е ранен. Двама са флигел-адютанти.

## Награди
- Света Анна 4-та степен (1855) с надпис „За храброст“ – за заслуги против турците,
- Орден Свети Георги 4-та степен (1859) – за превземането на аула Китури през 1858 г.,
- Света Анна 3-та степен с мечове и лъкове (1861) – за отличие против планинците в Кавказ,
- 370 сребърни рубли (1861) – за проявена храброст на поверената му рота,
- Орден Свети Станислав 2-ра степен с мечове (1865) – за заслуги в Западен Кавказ.